# 아베 긴야 (펜싱 선수)
아베 긴야(일본어: 安部 欣哉, 1969년 3월 3일~)는 일본의 펜싱 선수, 지도자이다. 주 종목은 플뢰레이며 1992년 하계 올림픽에 일본 국가대표로 참가했다.

## 경력
아키타현 아키타시 출신으로 다쿠쇼쿠 대학을 졸업했다. 1989년부터 일본 국가대표로 활동하기 시작했으며 같은 해 4월 아테네에서 열린 1989년 세계 주니어 선수권 대회에 참가하여 플뢰레 개인전 39위에 올랐다. 같은 해 8월에는 뒤스부르크에서 열린 1989년 하계 유니버시아드에 참가하여 개인전 7위, 단체전 9위에 올랐다.
1991년 6월 부다페스트에서 열린 1991년 세계 선수권 대회에 참가하여 개인전 12위, 단체전 11위에 올랐으며 이듬해인 1992년 7월에는 바르셀로나에서 열린 1992년 하계 올림픽에 참가하여 개인전 35위에 올랐다.
1995년 3월에 베네치아에서 열린 베네치아 국제 펜싱 대회 이후 국제 대회 출전이 없다가 1999년에 복귀했으며 그 해 11월에는 서울에서 열린 1999년 세계 선수권 대회에 참가하여 개인전 55위, 단체전 13위를 기록했다. 이후에도 계속 국가대표 선수로 활동하여 군소 국제 대회 위주로 참가했다.
2005년 11월 도쿄에서 열린 월드컵을 마지막으로 현역에서 은퇴했으며 일본 펜싱 국가대표 코치와 모교인 다쿠쇼쿠 대학 펜싱팀의 감독을 맡았다. 